# Краснов, Александр Юрьевич
Александр Юрьевич Краснов (род. 5 декабря 1990) — российский штангист, чемпион и призёр чемпионатов России, мастер спорта России. Победитель первенств России среди юниоров 2012 и 2013 годов. Бронзовый призёр розыгрышей Кубка России 2014 и 2015 годов. Чемпион (2016, 2019), серебряный (2017) и бронзовый (2014, 2015) призёр чемпионатов России.

## Спортивные результаты
- Первенство России по тяжёлой атлетике среди юниоров 2012 года — ;
- Первенство России по тяжёлой атлетике среди юниоров 2013 года — ;
- Кубок России по тяжёлой атлетике 2014 года — ;
- Чемпионат России по тяжёлой атлетике 2014 года — ;
- Кубок России по тяжёлой атлетике 2015 года — ;
- Чемпионат России по тяжёлой атлетике 2015 года — ;
- Чемпионат России по тяжёлой атлетике 2016 года — ;
- Чемпионат России по тяжёлой атлетике 2017 года — ;
- Чемпионат России по тяжёлой атлетике 2019 года — ;